# Eurhynchium novae-zealandiae
Eurhynchium novae-zealandiae là một loài Rêu trong họ Brachytheciaceae. Loài này được (Dixon) Fife mô tả khoa học đầu tiên năm 1995.